# Jakob Arjouni
Jakob Bothe, nato Jakob Michelsen e conosciuto come Jakob Arjouni (Francoforte sul Meno, 8 ottobre 1964 – Berlino, 17 gennaio 2013), è stato uno scrittore tedesco autore di romanzi gialli.

## Biografia
Figlio del drammaturgo Hans Günter Michelsen e dell'editrice Ursula Bothe, Jakob è stato registrato all'anagrafe con il cognome del padre, ma in seguito ha adottato formalmente il cognome della madre. È cresciuto a Francoforte dove ha frequentato la scuola, ma allo studio preferiva il gioco del biliardo e la lettura di romanzi gialli, principalmente quelli di Raymond Chandler, Dashiell Hammett e Georges Simenon. Dopo aver conseguito il diploma di maturità, si è trasferito in Francia a Montpellier per studiare lettere alla locale università, effettuando lavori saltuari per mantenersi. In questo periodo ha cominciato a scrivere "per non sprofondare nella stupidita". Rientrato in Germania nel 1985, si è stabilito a Berlino e ha pubblicato il suo primo libro (il romanzo giallo Happy Birthday, Türke), adottando come pseudonimo il cognome della sua prima moglie, Kadisha Arjouni, di origini marocchine. Il libro, che ha come protagonista l'investigatore Kemal Kayankaya, turco di nascita ma cresciuto in Germania, ha avuto successo. Nel 1987 ha pubblicato il suo secondo libro (Mehr Bier) e nel 1988 il suo primo lavoro teatrale, Die Garage. Nel 1991 ha pubblicato il suo terzo romanzo, Ein Mann Ein Mord, che nel 1992 ha vinto il premio German Crime Fiction Prize; nello stesso anno è uscita la versione cinematografica del suo primo romanzo, Happy Birthday, Türke, diretto da Doris Dörrie. Arjouni è morto prematuramente all'età di 48 anni per un cancro al pancreas, lasciando la sua seconda moglie Miranda e i figli Emil, Lucy ed Elsa, quest'ultima nata dal precedente matrimonio.
Arjouni ha scritto tredici romanzi (di cui cinque con protagonista Kemal Kayankaya, tradotti in diverse lingue), due raccolte di racconti brevi e tre opere teatrali.

## Opere

### Romanzi gialli con Kemal Kayankaya
- Happy Birthday, Türke! (Diogenes, 1985) – pubblicato in Italia con il titolo Happy birthday, turco! (Marcos y Marcos, 1996)
- Mehr Bier (Diogenes, 1987)
- Ein Mann ein Mord (Diogenes, 1991) - pubblicato in Italia con il titolo Carta straccia (Marcos y Marcos, 1996)
- Kismet (Diogenes, 2001) - pubblicato in Italia con il titolo Kismet – Destino (Marcos y Marcos, 2008)
- Bruder Kemal (Diogenes, 2012) - pubblicato in Italia con il titolo Fratello Kemal (Marcos y Marcos, 2014)

### Altri romanzi
- Edelmanns Tochter (1996)
- Magic Hoffmann (Diogenes, 1996) - pubblicato in Italia con il titolo Magic Hofmann (Marcos y Marcos, 1996)
- Hausaufgaben (Diogenes, 2004)
- Es gibt in Deutschland so wenige Leute, die mit Humor ernsthaft sind, Meranier-Gymnasium Lichtenfels (2006)
- Chez Max (Diogenes, 2006)
- The show must go on? (Diogenes, 2008)
- Der heilige Eddy (Diogenes, 2009) - pubblicato in Italia con il titolo Eddy il santo (Marcos y Marcos, 2012)
- Cherryman jagt Mr. White (Diogenes, 2011) - pubblicato in Italia con il titolo Cherryman dà la caccia a mister White (Marcos y Marcos, 2016)

### Raccolte di racconti brevi
- Ein Freund (Diogenes, 1998) - pubblicato in Italia con il titolo Un amico (Marcos y Marcos, 1999)
- Idioten. Fünf Märchen (Diogenes, 2003) - pubblicato in Italia con il titolo Idioti (Guanda, 2004)

### Opere teatrali
- Die Garage (1988)
- Nazim schiebt ab (1990)
- Edelmanns Tochter: theaterstück (1996)